# Pseudosinella binoculata
Pseudosinella binoculata is een springstaartensoort uit de familie van de Entomobryidae. De wetenschappelijke naam van de soort is voor het eerst geldig gepubliceerd in 1935 door Kseneman.